# Maggot Breeder
 (juillet 2023).
Maggot Breeder est un groupe (one-man band) canadien de musique industrielle, originaire de Montréal, au Québec.

## Histoire
Le groupe est formé  en 1984 par Reüel Ordoñez, seul membre. En parallèle à Maggot Breeder, Ordonez rejoint le groupe de punk hardcore local Rhododendron en 1991. Après la séparation de Rhododendron, Ordonez rejoint Legumo en 1997.
En 2007, il publie son premier album studio, Myiasis.
En 2017, il sort son EP éponyme.

## Style musical et image
Reüel Ordoñez s'inspire de l'histoire et de l'imagerie de la Première Guerre mondiale, « la grande guerre impérialiste qui a accéléré la modernisation et façonné le XXe siècle »[réf. nécessaire].

## Discographie

### Albums studio
- 2007 : Myiasis (walnut + locust)
- 2020 : Crypsis (Coup sur coup)

### Compilations
- 1999 : v/a : Coalescence (Alien8 Recordings)
- 2004 : v/a : red: A [walnut + locust] Compilation (walnut + locust)
- 2006 : v/a : CrO2: A Tribute to Analog (walnut + locust)
- 2007 : v/a : Delicatessen : A Taste of [walnut + locust] (walnut + locust)
- 2008 : .cut & Maggot Breeder : La Voie sacrée (walnut + locust)